# Pinhão (Alijó)
Pinhão é uma vila portuguesa sede da Freguesia de Pinhão do Município de Alijó, freguesia com 3,0 km² de área e 622 habitantes (censo de 2021), tendo, assim, uma densidade populacional de 207,3 hab./km².
A Freguesia de Pinhão foi criada pelo decreto-lei nº 23.057, de 26/09/1933, com lugares da freguesia de Casal de Loivos.
A povoação de Pinhão foi elevada à categoria de vila em 1991.

## Geografia
A vila situa-se na margem norte do rio Douro, sendo o centro da região demarcada do Vinho do Porto e o local onde estão localizadas várias quintas produtoras de vinho generoso.
A paisagem do Pinhão está classificada pela UNESCO como património cultural da humanidade.
A estação dos caminhos de ferro do Pinhão é conhecida pelos seus 24 painéis de azulejos, que retratam paisagens do Douro e aspectos das vindimas. Em tons de azul, os azulejos são da autoria de J. Oliveira e foram encomendados à fábrica Aleluia, de Aveiro, em 1937.
Foi a primeira freguesia do distrito de Vila Real a ter telefone, correio permanente, água canalizada e Casa do Povo.
Esta vila goza de uma localização privilegiada na margem direita do Rio Douro. O Pinhão é o centro da região demarcada do Vinho do Porto e o local onde estão localizadas as mais famosas "Quintas" produtoras de vinho do Porto. A vila do Pinhão recebe cerca de 400 mil turistas por ano.
No dia 14 de Julho de 2022 a vila de Pinhão bateu o recorde de temperatura em Portugal do mês de julho, registando 47.0 ºC durante a tarde.

## Demografia
A população registada nos censos foi:
| Distribuição da População por Grupos Etários | Distribuição da População por Grupos Etários | Distribuição da População por Grupos Etários | Distribuição da População por Grupos Etários | Distribuição da População por Grupos Etários |
| -------------------------------------------- | -------------------------------------------- | -------------------------------------------- | -------------------------------------------- | -------------------------------------------- |
| Ano                                          | 0-14 Anos                                    | 15-24 Anos                                   | 25-64 Anos                                   | > 65 Anos                                    |
| 2001                                         | 138                                          | 123                                          | 451                                          | 117                                          |
| 2011                                         | 77                                           | 69                                           | 374                                          | 128                                          |
| 2021                                         | 60                                           | 74                                           | 327                                          | 161                                          |

## Galeria

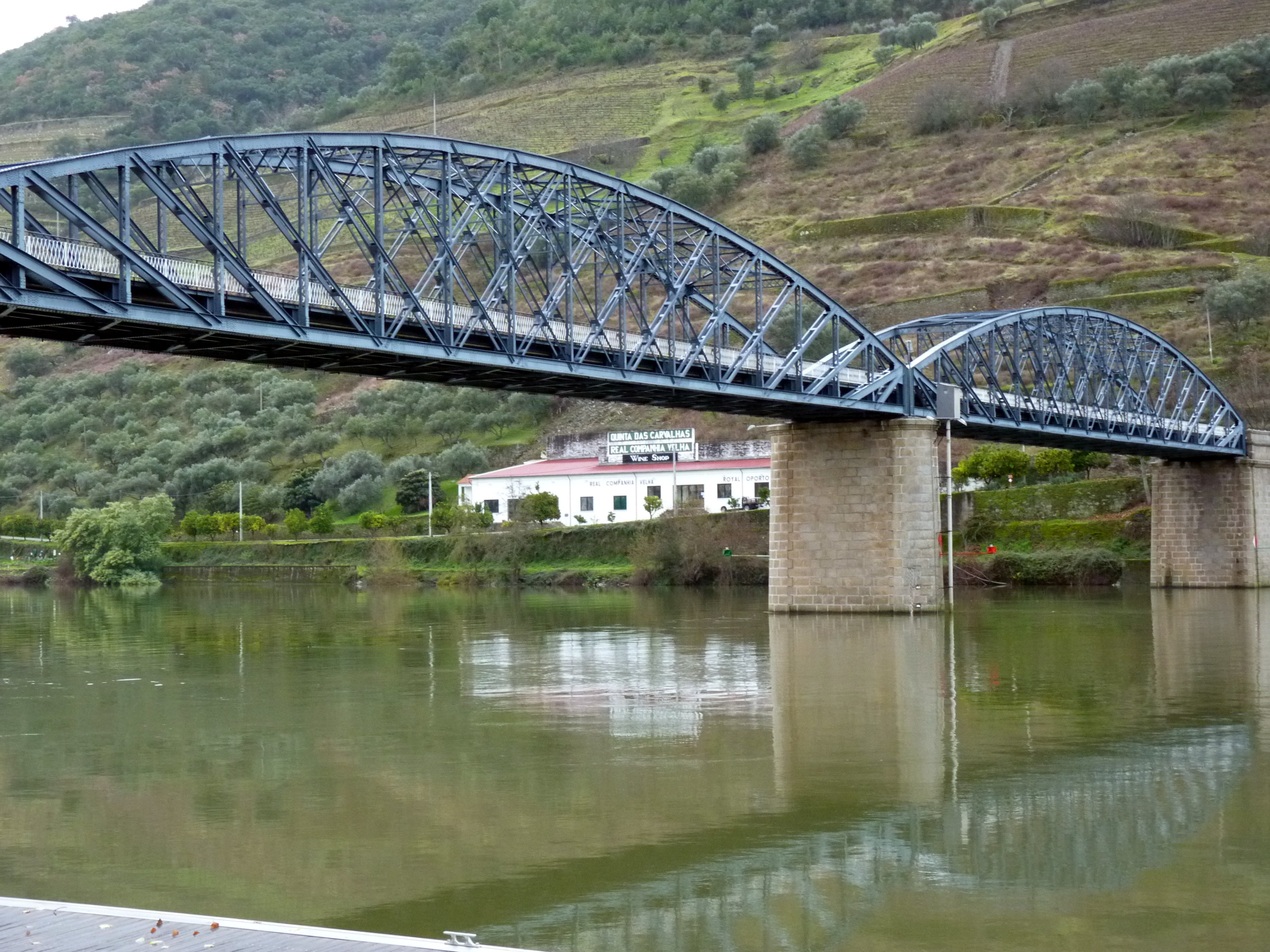
Ponte, projetada por Gustave Eiffel, na localidade
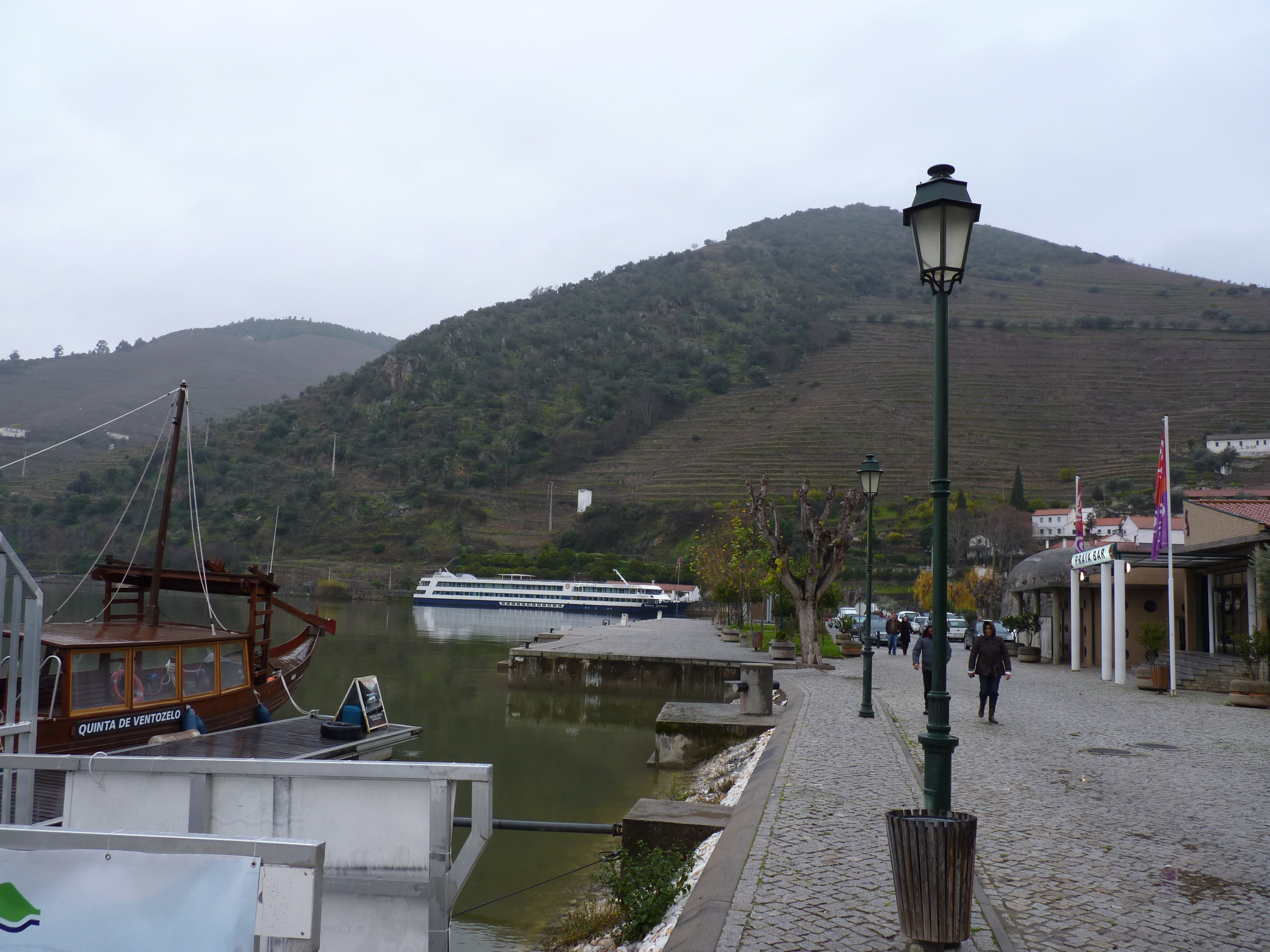
Zona ribeirinha
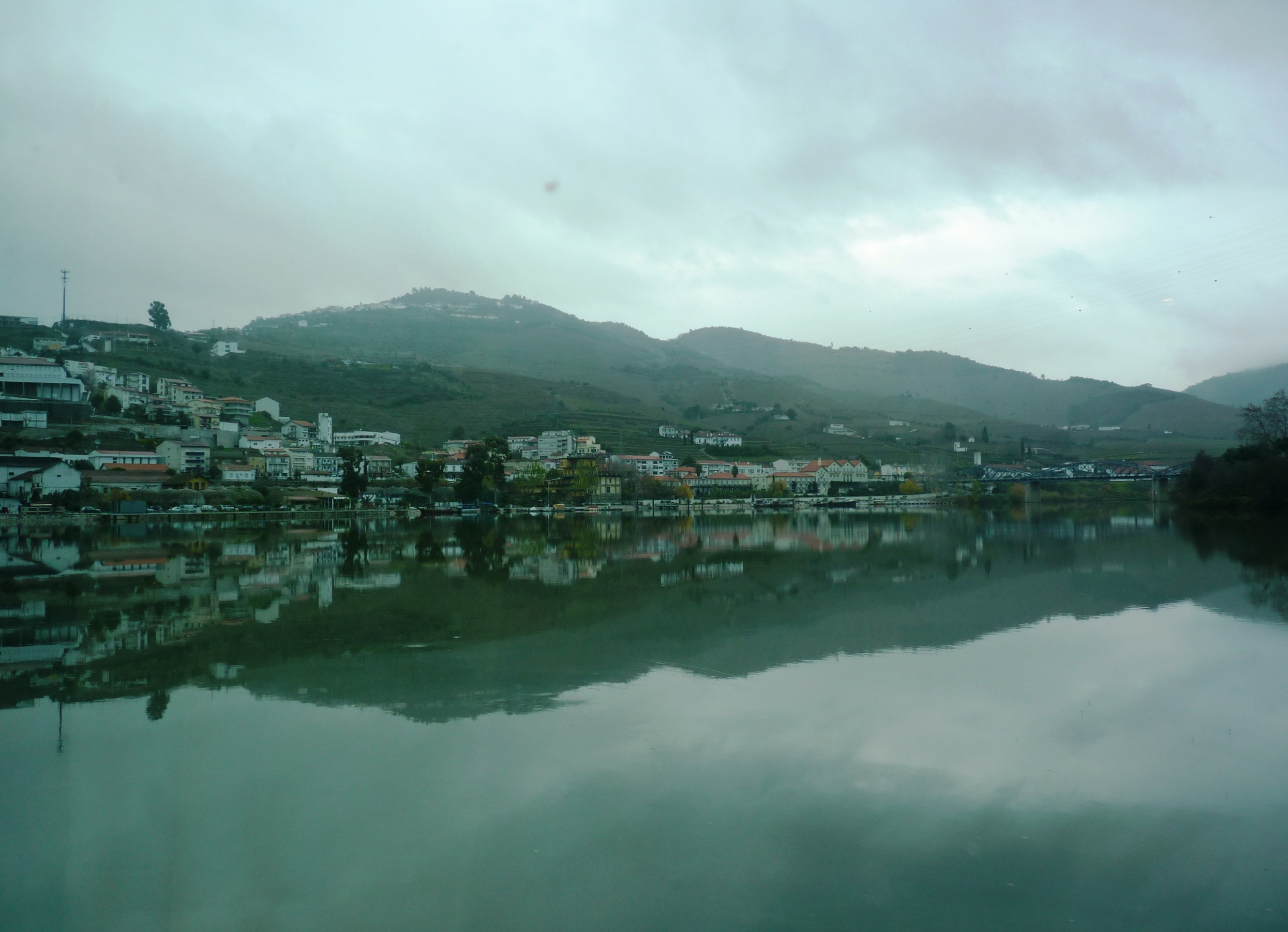
Vista a partir do rio
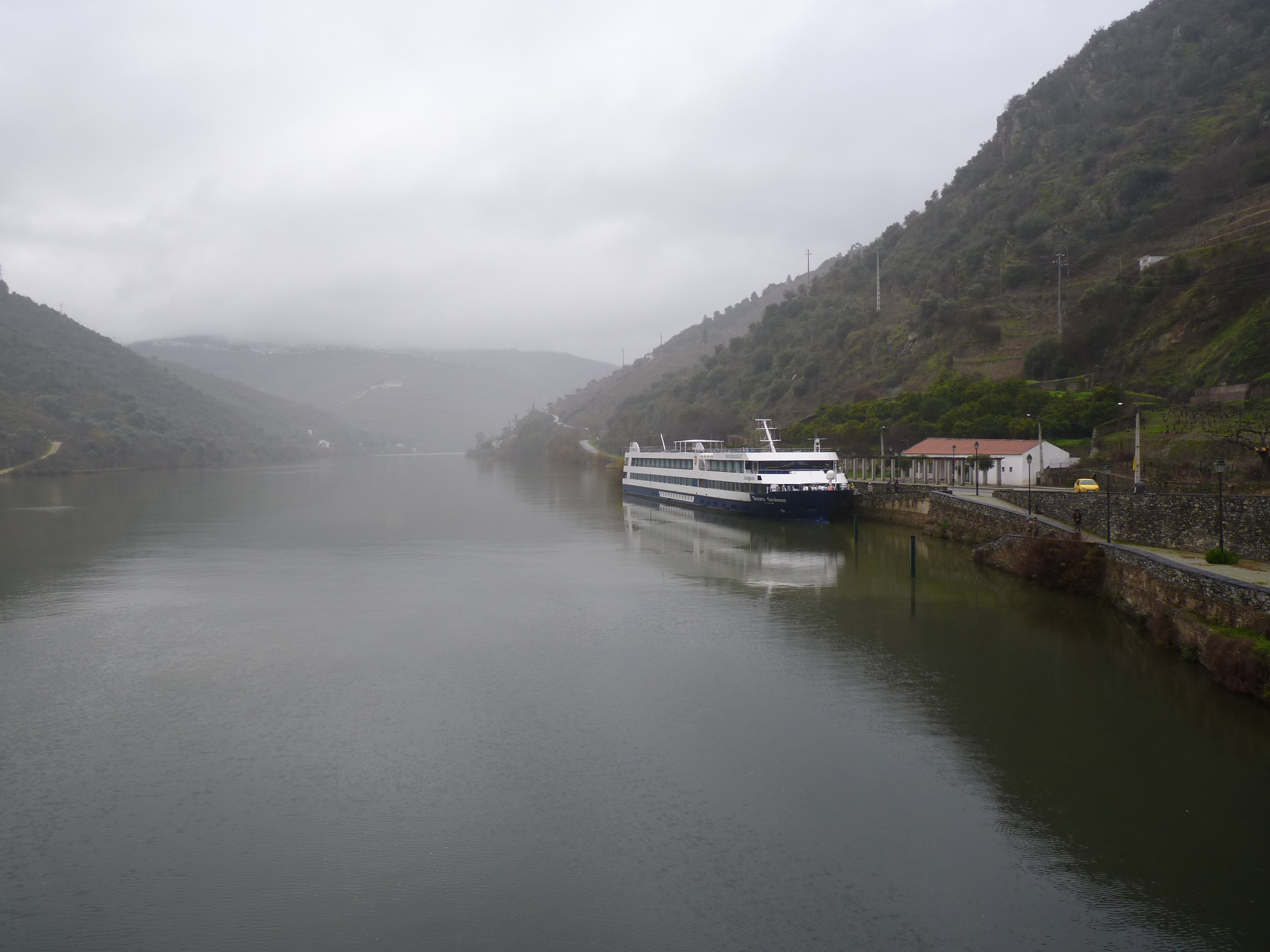
Vista do rio